# NGC 2685
NGC 2685 (również galaktyka Helix, PGC 25065, UGC 4666 lub Arp 336) – galaktyka soczewkowata (SB0-a), znajdująca się w gwiazdozbiorze Wielkiej Niedźwiedzicy w odległości około 40 milionów lat świetlnych od Ziemi. Galaktyka ta rozciąga się na przestrzeni około 50 000 lat świetlnych. Została odkryta 18 sierpnia 1882 roku przez Wilhelma Templa. Należy do galaktyk Seyferta typu 2.

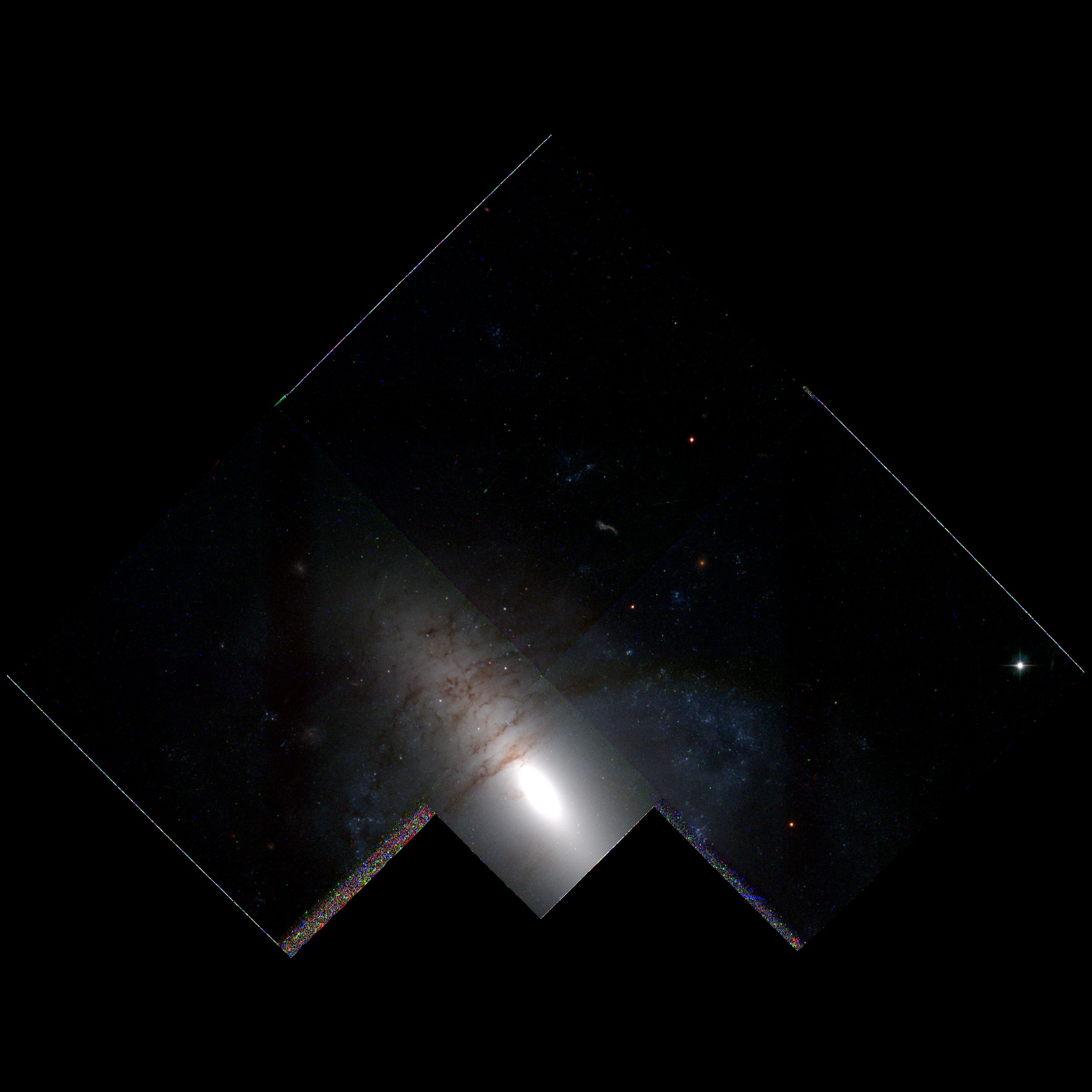
Zdjęcie z Teleskopu Hubble’a

Galaktyka ta jest uznawana za potwierdzony przykład biegunowej galaktyki pierścieniowej. Jednak własności NGC 2685 wskazują, że w tym przypadku struktura rotujących pierścieni jest wyjątkowo stara i stabilna grawitacyjnie. Prostopadłe pierścienie NGC 2685 są wyraźnie widoczne w czasie swego ruchu wraz z innymi, zaburzonymi zewnętrznymi strukturami przed dyskiem galaktycznym.